# Еквадорська кухня

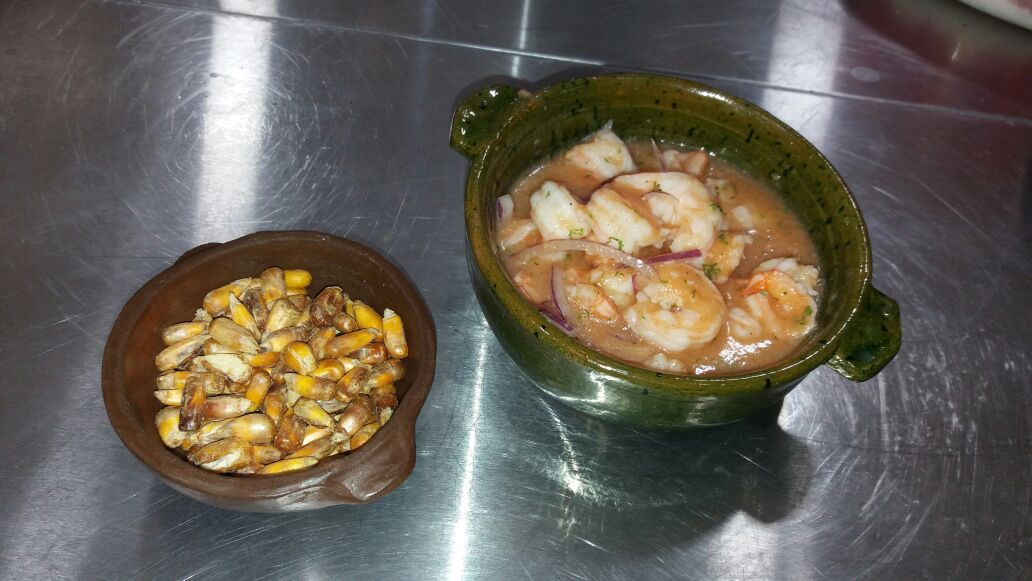
Еквадорськк севіче, виготовлене з креветок і лимона, цибулі, помідорів і деяких трав. Томатний соус, гірчиця та апельсин використовуються в деяких місцях, але не є частиною основного рецепту.

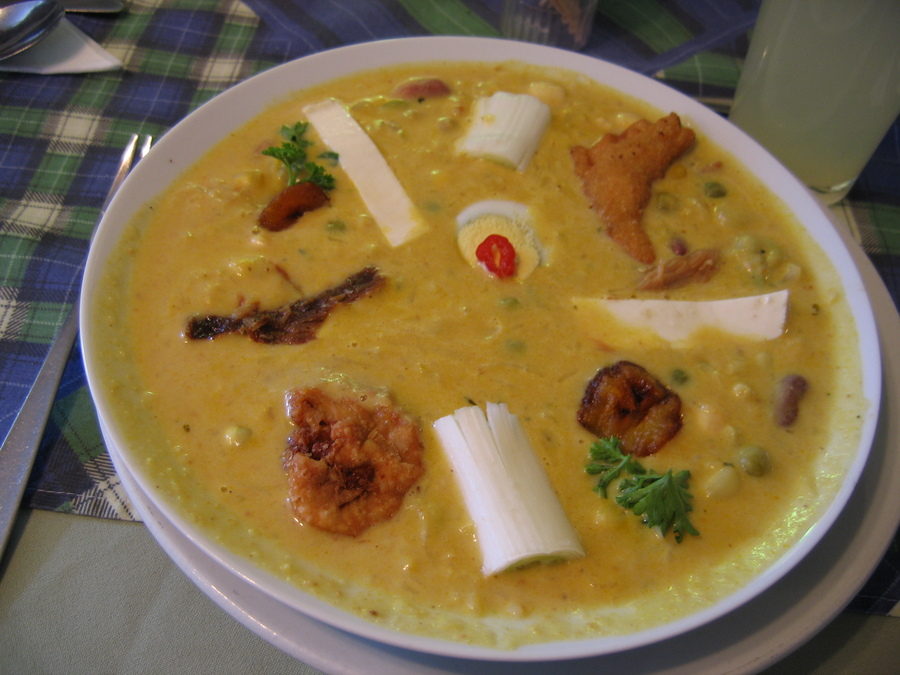
Фанеска, яку подавають в Кіто, столиці Еквадора. Традиційний суп Еквадору, що готується під час Страсного тижня.

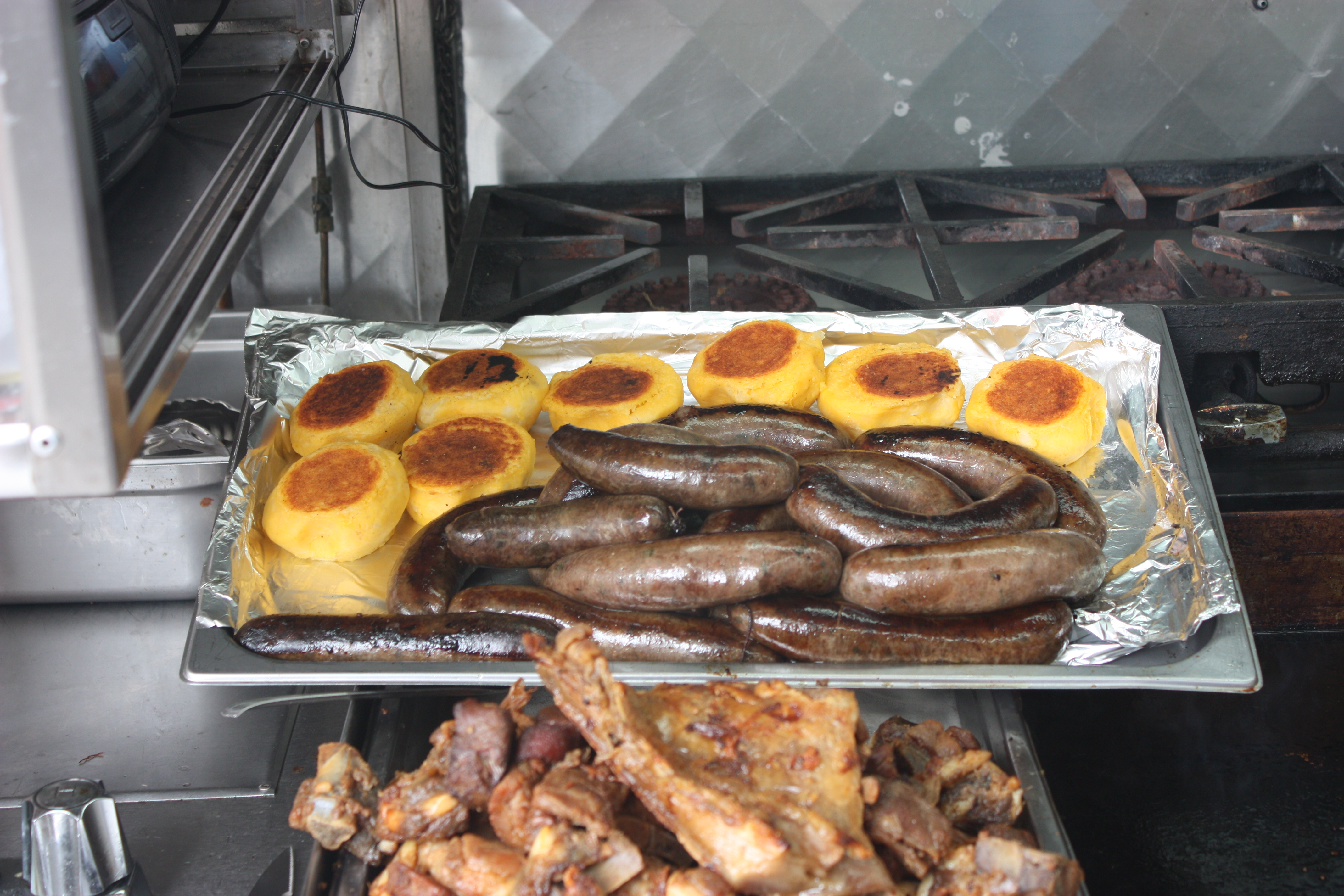
Льяпінгачос та чоризо

Еквадорська кухня (ісп. Gastronomía de Ecuador) вельми різноманітна, що пояснюється різноманітними історичними, соціальними та природними умовами цієї невеликої країни. Свинина, курятина, яловичина, козлятина і куй (м'ясо морської свинки) популярні в гірських районах, м'ясо там подається з багатими вуглеводами продуктами, такими як рис, кукурудза та картопля. Поширеною вуличною їжею в гірській місцевості є хорнадо (запечене цілком порося, що подається з картопляними млинцями). Серед безлічі страв еквадорської кухні можна виділити енцеболладо (суп з тунця, цибулі та маніоки),  тостонес (страва з плантанів), льяпінгачо (картопляні оладки), тушкована свинина і секо де чиво (рагу з козлятини). 

## Регіональні відмінності
Еквадорська кухня — це сплетення кількох традицій та культур народів, від корінних жителів країни  до колонізаторів та іммігрантів, зокрема інків та іспанців, які привезли інгредієнти, техніки та страви, які сформувати сучасну еквадорську кухню . Еквадор поділяється на три природні області — Косту (узбережжя), Сьєрру (нагір'я) та Орьєнте (частину Амазонії), кожна з яких має свої агрокліматичні та історичні умови формування кухні. Більшість регіонів Еквадору дотримуються традиційного обіду з трьох страв: суп (м'ясний або овочевий суп-пюре) і друга страва, яке включає рис або макарони та м’ясо або рибу, салат або овочі. Потім звичайний десерт і кава. Вечеря, як правило, легша, іноді просто кава або трав’яний чай з хлібом. 
Регіон Косто має страви, пов'язані з океаном: риба, морепродукти з рисом, бобами та плантанами. На території Анд основними продуктами є м'ясо, картопля, рис та кукурудза. Популярні страви в гірському регіоні країни: хорнадо, фрітада (тушкована свинина), уміта, льяпінгачос і чураско. Для мешканців гірських районів Еквадору характерно вживання в їжу «куя» (морських свинок). В південних гірських районах типови страви є суп, приготований з зеленими бананами; смажена свинина; міель ( мед з сиром), як десерт. 
Морепродукти дуже популярні на узбережжі, де риба, креветки, краби, молюски складають основу харчового раціону. Серед страв, характерних для районів узбережжя, виділяються севіче, яку готують різними способами, але в основному складається з морепродуктів (риби, креветок тощо), маринованих лайма, а також хліба з маніоки та сиру, плантанів з подрібненим арахісом і енцеболладо (страва з риби, ріпчастою цибулею і різними місцевими спеціями), корвіч (рулет із зелених бананів, спецій, арахісу, начинений м'ясом морської риби), гуатіта (м'ясне рагу з рубця в арахісовому соусі).  В провінції Есмеральдас більшість традиційних страв готується з кокосом. У тропічних лісах популярною їжею є маніока. Крохмалисте коріння варять, роблять борошно та печуть хліб; продаються із замороженим йогуртом. В низинних регіонах країни використовують велику кількість свіжих фруктів: пасифлора солодка, маракуя, наранхіла, кілька видів бананів, персики, деревоподібний виноград, фізаліс та тамарільйо.
Традиційна кухня провінції Манабі у 2018 році була визнана нематеріальною культурною спадщиною Еквадору

## Традиційна їжа

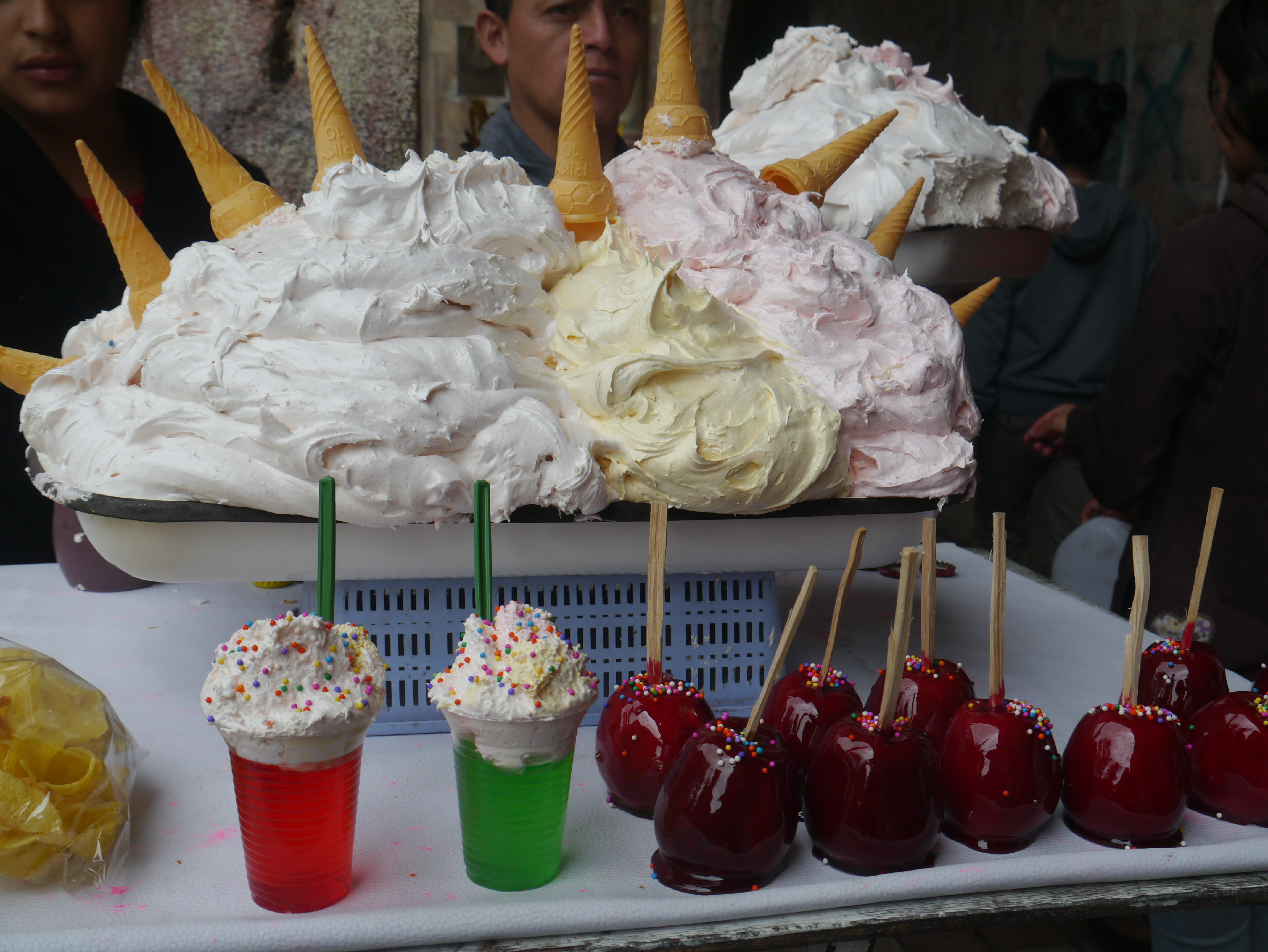
Карамельні яблука, желе та еспумілья

Еквадорська кухня традиційно складається з двох страв та кави. Супи готують густі та пюре, для других блюд використовують рис, кукурудзу, плантан, маніоку, картоплю, а також рисова страва.  М'ясо використовують різне:  яловичина, м'ясо птиці, свинина, або риба. В традиційній кухні є багато страв з субпродуктами. Десерт і кава є традиційними. Десерти Еквадора:  пілончілло, манхар бланко, морозиво з сиром, морозиво Paila, еспумілья, цукерки з гуаяви, апланчадо, дульсе-де-лече. 
Дослідження 2023 року показало найбільш актуальні еквадорські страви з точки зору народу Еквадору: енцеболладо, севіче, хорнадо, фрітада та льяпінгачо. Список поєднує в собі традиційні прибережні та високогірні страви.

## Напої
- Агуардієнте  (перекладається як вогняна вода і вироблена з цукрової тростини), найпопулярніший алкогольний напій серед населення Еквадору.
- Канелас — поширений гарячий напій на основі агуардієнте.
- Питний йогурт з різними фруктовими смаками також популярний і часто вживається з пан де юка (білий хліб з сирною начинкою і подається теплим).
- Чича  — схожий на пиво слабоалкогольний напій.
- Fioravanti — газований, безалкогольний напій з різними фруктовими смаками.
- Орчата — в Еквадорі це яскраво-червоний настій, що складається з приблизно 18–20 різних рослин і трав.

## Католицький вплив
- Під час Великого посту і  Страсного тижня традиційно в усьому Еквадорі до столу подається фанеска (рибний суп з різними видами квасолі, сочевиці та кукурудзи).
- За тиждень до Дня поминання покійних готуються фруктовий напій колада морада і гуагуас де пан, дитячі фігурки що випікають з тіста.